# Айтенсхайм
Айтенсхайм (нем. Eitensheim) — община в Германии, в земле Бавария.
Подчиняется административному округу Верхняя Бавария. Входит в состав района Айхштетт и непосредственно подчиняется управлению административного сообщества Айтенсхайм, являясь его центром.
По данным на 31 декабря 2015 года:
- территория —  1571,02 га;
- население —  2966 чел.;
- плотность населения —  188,79 чел./км²;
- землеобеспеченность с учётом внутренних вод —  5296,76 м²/чел.

## Население
По оценке на 31 декабря 2015 года население общины составляет 2966 человек.
| Дата      | 1840 | 1871 | 1900 | 1925 | 1939 | 1950 | 1961 | 1970 | 1987 | 2011 |
| --------- | ---- | ---- | ---- | ---- | ---- | ---- | ---- | ---- | ---- | ---- |
| Население | 695  | 748  | 873  | 924  | 1000 | 1530 | 1406 | 1538 | 1797 | 2765 |

| Год       | 1960 | 1970 | 1980 | 1990 | 2000 | 2009 | 2010 | 2011 | 2012 | 2013 | 2014 | 2015 |
| --------- | ---- | ---- | ---- | ---- | ---- | ---- | ---- | ---- | ---- | ---- | ---- | ---- |
| Население | 1405 | 1547 | 1724 | 1890 | 2335 | 2728 | 2757 | 2850 | 2904 | 2957 | 2953 | 2966 |